# Salmasellus howarthi
Salmasellus howarthi är en kräftdjursart som beskrevs av Lewis 200. Salmasellus howarthi ingår i släktet Salmasellus och familjen sötvattensgråsuggor. Inga underarter finns listade i Catalogue of Life.